# Като, Сюити
Сюити Като (яп. 加藤 周一 Като: Сю:ити, 1919—2008) — японский литературный и культурный критик. По образованию врач, доктор медицинских наук (специалист по внутренним болезням и гематологии). Преподавал в ряде университетов по всему миру (включая Йельский университет, Свободный университет Берлина, Софийский университет в Токио). Один из основателей общества «Статья 9».

## Биография
Родился в токийском районе Сибуя в семье известного врача. В 1943 году окончил медицинский факультет Токийского императорского университета. Уже в студенческие годы начал живо интересоваться литературой, создав вместе Синъитиро Накамурой и Такэкихо Фукунагой экспериментальную группу «Поэтический утренник» (マチネ・ポエティク, участники группы в частности пытались писать рифмованные стихи, что крайне нехарактерно для японской поэзии). Кроме поэзии, Като пробовал себя и в литературной критике, а также прозе. Деятельность «Поэтического утренника» впоследствии оказала существенное влияние на обновление современной японской поэзии.
Призыва на войну Като удалось избежать из-за заболевания плевритом. После окончания войны он, исполняя свой врачебный долг, вошёл в состав специальной японско-американской комиссии, созданной для исследования последствий атомной бомбардировки в Хиросиме, в результате чего смог непосредственно оценить масштабы катастрофы. Также в послевоенные годы Като довелось быть лечащим врачом писателя Тацуо Хори, в своё время оказавшего значительное влияние на «Поэтический утренник».
Широкое внимание в литературной среде Като привлёк к себе после публикации (совместно с Накамурой и Фукунагой) книги «1946 год. Размышления о литературе» (一九四六・文学的考察, 1947). В том же году он примкнул к додзинси «Киндай бунгаку» (近代文学, «Современная литература»). В 1951 году, получив грант, Като отправился во Францию, где в Парижском университете изучал гематологию, совмещая медицинские исследования с многочисленными публикациями критики литературы и культуры в японских газетах и журналах. Во Франции увлёкся марксизмом. После возвращения на родину опубликовал статью «О гибридности японской культуры» (日本文化の雑種性), написанную с истматериалистических позиций. Эта и другие статьи, развивавшие тему, затем в 1956 году были изданы одной книгой «Гибридная культура» (雑種文化). В 1958 году Като окончательно отошёл от врачебной практики и сосредоточился на критике.
В 1959—1960 годы во время общественных волнений, связанных с протестом Договору безопасности, Като активно и категорично выступал в пользу отказа от реформ. Осенью 1960 года Като был приглашён канадским Университетом Британской Колумбии для чтения там курса лекций о японской классической литературе. Материал лекций впоследствии был положен в основу одной из самый значительных работ Като «Введение в историю японской литературы» (日本文学史序説, 1975). В последующие годы продолжал активно публиковаться, а также преподавать в университетах в Японии и за рубежом. Особняком стоит его работа в качестве редактора «Всемирной энциклопедии Хэйбонся» (世界大百科事典), где Като также были написаны такие статьи как Япония, японская литература, критика, Томиока Тэссай, Тацуо Хаяси. Также, начиная с 1979 года и заканчивая последним годом своей жизни, Като вёл публицистическую колонку в вечернем выпуске «Асахи симбун». В период с 1988 по 1996 год Като возглавлял Токийскую центральную библиотеку. Собрание сочинений Като неоднократно переиздавалось «Хэйбонся». Последнее издание насчитывает 24 тома.
Скончался Като 12 мая 2008 года от полиорганной недостаточности в Токийской больнице района Сэтагая. Уже находясь в больнице, летом того же года, он принял крещение по католическому обряду. После смерти Като отдельной книгой был издан сборник развёрнутых некрологов, написанных Кэндзабуро Оэ, Сюнскэ Цуруми и другими видными деятелями современной японской культуры.

## Признание
- 1980: Премия Осараги за книгу «Введение в историю японской литературы»
- 1990: Премия Асахи

## Избранные сочинения
- Литература и реальность (文学と現実, 1948)
- Что такое литература? (文学とは何か, 1950)
- Литература протеста (抵抗の文学, 1951)
- Современные поэты (現代詩人論, 1951)
- Гибридная культура (雑種文化, 1956)
- Политика и литература (政治と文学, 1958)
- Труды по эстетике (芸術論集, 1967)
- Внутри и вне Японии (日本の内と外, 1969)
- История. Наука. Современность (歴史・科学・現代, 1973)
- Введение в историю японской литературы (日本文学史序説, 1975)
- Мой двадцатый век (私にとっての20世紀, 2000)